# África Ocidental Portuguesa
```
   |-
       |
Erro:
:  
valor não especificado para "
nome_comum
"

   |-
       | 
Erro:
:  
valor não especificado para "
continente
"
```

África Ocidental Portuguesa refere-se a Angola durante o período histórico, quando era um território sob domínio Português no sudoeste da África. No mesmo contexto, é ocasionalmente referido como Angola Colonial, Angola Portuguesa (oficialmente, Estado da África Ocidental).
Inicialmente governando ao longo da costa e engajando-se em conflitos militares com o Reino do Congo, no século XVIII Portugal gradualmente colonizou o interior das Terras Altas. No entanto, o controle total de todo o território não foi alcançado até ao início do século XX, quando acordos com outras potências europeias durante a disputa pela África fixaram as fronteiras de Angola. 
Em 1834, todos os territórios portugueses do Ultramar, incluindo Angola, passaram a ter o estatuto de "províncias ultramarinas", em teoria equivalentes às províncias europeias de Portugal. O estatuto de província ultramarina foi interrompido durante 21 anos (1930-1951), período durante o qual Angola foi classificada como "colónia", sendo ela própria subdividida administrativamente em províncias. Em 11 de Junho de 1951, voltou ao estatuto de província ultramarina e finalmente, em 1972, passou a ter o título de "estado". Em 1975, a antiga Angola Portuguesa tornou-se na independente República Popular de Angola.

## História
A história da presença portuguesa no território da Angola contemporânea durou desde a chegada do explorador Diogo Cão ao Zaire em 1482 no reinado de João II, até à descolonização do território em novembro de 1975.

### Exploração e colonização inicial
Quando Diogo Cão e outros exploradores chegaram ao Reino do Congo no final do século XV, Angola, como tal, não existia. O seu território atual compreendia vários povos separados, alguns organizados como reinos ou federações tribais de tamanhos variados. O primeiro governador de Angola, Paulo Dias de Novais, procura delimitar este vasto território e explorar os seus recursos naturais, em particular estavam interessados em comércio, principalmente em escravos. Eles, portanto, mantiveram uma relação pacífica e mutuamente lucrativa com os governantes e nobres do Reino do Congo, que eles cristianizaram e ensinaram Português, permitindo-lhes uma parte dos benefícios do comércio de escravos. A sul deste reino existiam dois outros, o do Reino do Dongo e o da Matamba, os quais não tardam a fundir-se, para dar origem ao Reino de Angola cerca de 1559. Eles estabeleceram pequenos postos comerciais no baixo Congo, na área da atual República Democrática do Congo. Um acordo comercial mais importante na costa atlântica foi erguido no Soio no território do Reino do Congo. É agora a cidade mais setentrional de Angola, além do enclave de Cabinda.
Em 1575, a povoação de Luanda foi estabelecida na costa a sul do Reino do Congo e, no século XVII, a povoação de Benguela, ainda mais a sul. De 1580 a 1820, bem mais de um milhão de pessoas da atual Angola foram exportadas como escravas do chamado Novo Mundo, principalmente para o Brasil, mas também para a América do Norte. De acordo com Oliver e Atmore, "por 200 anos, a colónia de Angola se desenvolveu essencialmente como um gigantesco empreendimento de comércio de escravos". Os marinheiros, exploradores, soldados e mercadores do Reino de Portugal tinham uma política de longa data de conquista e estabelecimento de postos militares e comerciais na África com a conquista da Ceuta governada por muçulmanos em 1415 e o estabelecimento de bases na atual Marrocos e no Golfo da Guiné. Os portugueses tinham crenças católicas e as suas expedições militares incluíam desde o início a conversão de povos estrangeiros.

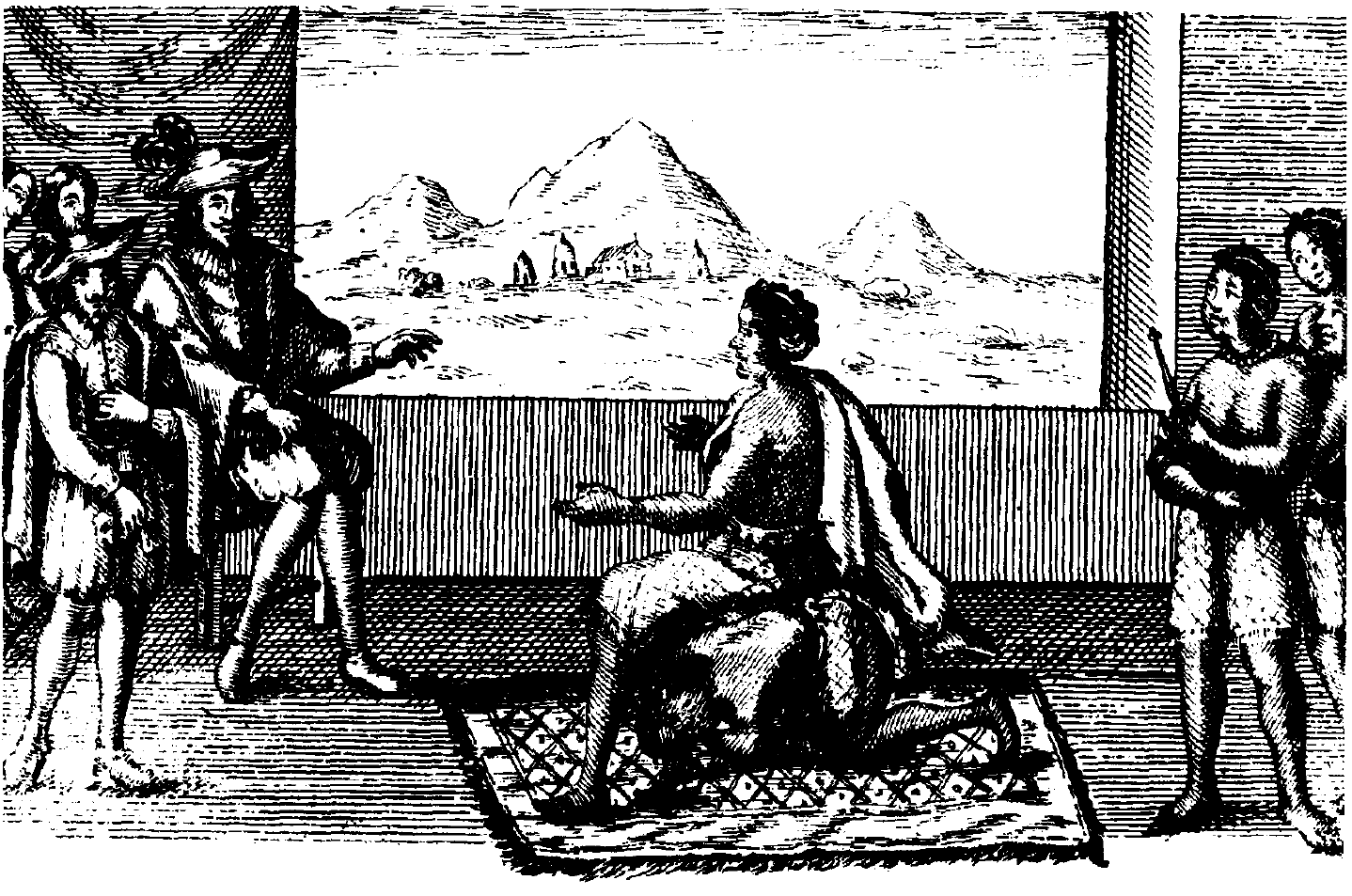
Rainha Nzinga em negociações de paz com o governador português em Luanda em 1657

No século XVII, interesses económicos conflitantes levaram a um confronto militar com o Reino do Congo. Em 29 de outubro de 1665, Portugal derrotou o Reino do Congo na Batalha de Ambuíla mas sofreu uma derrota desastrosa na Batalha de Quitombo quando eles tentaram invadir o Congo em 1670. O controle da maior parte das terras altas centrais foi alcançado no século XVIII. Uma penetração e conquista do interior começou apenas no século XIX. No fim desse século, a "colónia de Angola" estava constituída, mas uma delimitação definitiva e "ocupação efetiva" do território não foi alcançada antes de 1926.

### Século XIX
A colonização efectiva do interior só se inicia no século XIX, após a independência do Brasil (1822) e o fim do tráfico de escravos (1836-42), mas não da escravatura. Uma boa parte desses colonos são presos deportados de Portugal, como o célebre Zé do Telhado. Esta ocupação do interior tinha o carácter de uma resposta às pretensões de outras potências europeias, como a Inglaterra, a Alemanha e a França, que reclamavam na altura o seu quinhão em África. Diversos tratados são firmados estabelecendo os territórios que a cada uma cabem, de acordo com o seu poder e habilidade negocial.
Em 1884, o Reino Unido, que até então se recusava a reconhecer que Portugal possuía direitos territoriais ao norte de Ambriz, concluiu um tratado reconhecendo a soberania portuguesa sobre as duas margens do baixo Congo. No entanto, o tratado, encontrando oposição na Alemanha e não foi ratificado. Acordos concluídos com o Estado Livre do Congo, e o Império Alemão e a França em 1885-1886 fixaram os limites da província, exceto no sudeste, onde a fronteira entre Barotze (noroeste da Rodésia) e Angola foi determinada por um sistema anglo-saxão. O acordo Português de 1891 e a sentença arbitral do rei Vítor Emanuel III em 1905.
Entre 1822 e 1823, centrado em Benguela e aglutinando outras cidades do litoral, surgia a Confederação Brasílica, um Estado separatista que tinha a finalidade de juntar Angola ao recém-independente Brasil. Esse movimento foi formado por colonos e soldados de Benguela que em boa parte provinham do Brasil. O governo da colónia exilado em São Tomé chamou reforços e esmagou esta revolta. Paralelamente são feitas diversas viagens com objectivos políticos e científicos para o interior do território angolano, tais como: José Rodrigues Graça (1843–1848) — Malanje e Bié; José Brochado — Huambo, Mulando, Cuanhama; Silva Porto — Bié.
Em 1861, a Angola Portuguesa compunha-se de cinco distritos: Luanda, Benguela, Moçâmedes, Ambriz e Golungo Alto. Os seus limites, segundo o disposto na Carta Constitucional portuguesa de 1826, e de acordo com o Tratado de Aliança e Amizade, de 1810, o Tratado de 22 de Janeiro de 1815, e a Convenção de 1817, eram: ao norte a latitude 5º12'S, e muito mais ao norte segundo o direito anterior, e ao sul a de 18º, ao longo da costa que corre na linha nor-noroeste — su-sudeste.
Os limites da província no interior não estavam estabelecidos de forma determinada, considerando-se que estavam "no ponto, além do qual não pudermos levar a acção civilizadora". Pelo norte, os pontos extremos que então se ocupavam pelo interior eram: São Salvador do Congo, Bembe e Encoge, distando 100 quilómetros pouco mais ou menos uns dos outros, e 200 da costa. Pelo centro os pontos mais avançados eram o Duque de Bragança e Pungo Andongo, que estavam quase norte-sul um para o outro, a cerca de 330 quilómetros da costa ou de Luanda; Malange, que está no meio daqueles dois, porém 100 quilómetros proximamente mais a leste; e Talla Mugongo e Cassange, que estão a leste de Malange, o primeiro perto de 200 quilómetros, e o segundo de 320. Pelo sul os pontos mais avançados eram: Caconda, no interior de Benguela, e Humbe, no de Mossâmedes, a distância aproximada de 250 quilómetros da costa. Não compreendendo a extensa linha oriental de Malange e Cassange, podia dizer-se que os limites interiores da província estavam então lançados numa linha média, cujos pontos distavam da costa entre 200 e 300 quilómetros, e que se estendia do Humbe, nas margens do Cunene, até São Salvador do Congo, muito perto do Zaire, do qual era dependência. No entanto, esta linha estava cortada em muitos pontos por extensões de território de população indígena rebelada.
Devido à ausência de vias de comunicação terrestres, as campanhas de ocupação do interior são feitas através dos cursos fluviais: bacia do Cuango (1862), bacia do Cuanza (1895, 1905 e 1908); bacia do Cubango (1886-1889, 1902 e 1906); bacia do Cunene (1906-1907, 1914-1917); bacia do Zambeze (1895-1896); entre Zeusa e Dande (1872-1907), etc.
As fronteiras de Angola só são definidas em finais do século XIX, sendo a sua extensão muitíssimo maior do que a do território dos Ambundu, a cuja língua o termo Angola anda associado.

### Século XX
Nas suas fronteiras atuais, a colónia de Angola só existiu meio século, a partir de meados dos anos 1920. É certo que os portugueses estiveram presentes no litoral deste território a partir do fim do século XV, estabelecendo sucessivamente — essencialmente para fins de tráfico de escravos e outro tipo de comércio — postos comerciais e, sobretudo, as praças-fortes de Luanda e de Benguela, cujas áreas circundantes foram ocupadas. Uma penetração e conquista do interior começou apenas no século XIX. No fim desse século, a "colónia de Angola" estava constituída, mas uma delimitação definitiva e "ocupação efetiva" do território não foi alcançada antes de 1926.
Durante o período colonial de Angola, cidades, vilas e postos de comércio foram fundados, ferrovias foram abertas, portos foram construídos e uma sociedade ocidentalizada estava sendo gradualmente desenvolvida, apesar da profunda herança tribal tradicional em Angola que os governantes europeus minoritários eram, nem dispostos nem interessados em erradicar. Desde a década de 1920, o governo de Portugal mostrou um interesse crescente no desenvolvimento da economia e infraestrutura social de Angola. Uma vez que o sistema colonial precisou cada vez mais de uma mão de obra africana qualificada, desenvolveu-se, de forma hesitante, um sistema de educação.

#### O começo da guerra
Em 1951, a colónia portuguesa de Angola tornou-se uma província ultramarina de Portugal. Na década de 1950, surgiu uma "massa crítica" de africanos escolarizados com a capacidade de articular uma resistência anticolonial nacionalista. A Frente Nacional de Libertação de Angola (FLA) e o Movimento Popular para a Libertação de Angola (MPLA) começaram a organizar estratégias e planos de acção para combater o domínio português e o sistema remunerado que afectou muitos dos povos africanos autóctones do interior, que foram realocados de suas casas e obrigados a realizar trabalho compulsório, quase sempre em trabalho forçado, em um ambiente de boom económico. A guerra de guerrilha organizada começou em 1961, que ocasionou uma mudança radical da política colonial portuguesa: abolindo todas as disposições legais discriminatórias, tentou ganhar a população africana à concepção de uma integração num Portugal transcontinental. Nesse mesmo ano foi aprovada uma lei para melhorar as condições de trabalho da força de trabalho nativa, em grande parte não qualificada, que exigia mais direitos. Em 1961, o governo português de fato aboliu uma série de disposições legais básicas que discriminavam os negros, como o Estatuto do Indígena por Adriano Moreira, (Decreto-Lei 43: 893 de 6 de setembro de 1961). No entanto, o conflito, ao contrário conhecido como a Guerra Colonial ou a Guerra de Libertação, irrompeu no norte do território quando rebeldes da UPA baseados na República do Congo massacraram civis brancos e negros em ataques surpresa no campo. Depois de visitar as Nações Unidas, o líder rebelde Holden Roberto retornou a Quinxassa e organizou militantes congos.

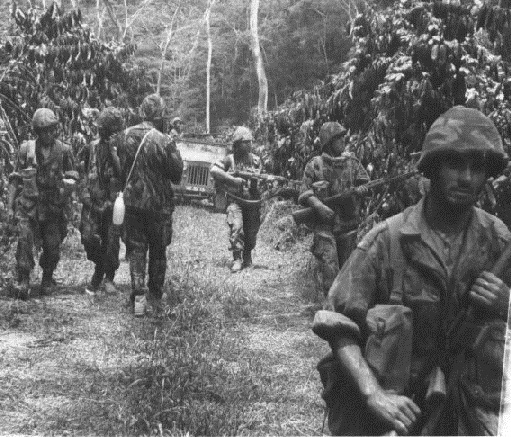
Soldados portugueses em Angola

Holden Roberto lançou uma incursão em Angola em 15 de março de 1961, levando de 4 000 a 5 000 militantes. As suas forças tomaram fazendas, postos avançados do governo e centros comerciais, matando todos que encontraram. Pelo menos 1 000 brancos e um número desconhecido de negros foram mortos. Comentando sobre a incursão, Roberto disse: "desta vez os escravos não se encolheram". Eles massacraram tudo. Os efetivos militares em Angola eram compostos por aproximadamente 6 500 homens: `5 000 africanos negros e 1 500 europeus brancos enviados de Portugal. Depois destes acontecimentos, o governo português, sob o regime ditatorial do Estado Novo de António de Oliveira Salazar e, mais tarde, de Marcello Caetano, enviou milhares de tropas da Europa para realizar operações de contraterrorismo e contrainsurgência. Em 1963 Holden Roberto estabeleceu em Quinxassa o Governo Revolucionário de Angola no Exílio (GRAE), na tentativa de afirmar na cena internacional a única representação de forças que lutam contra o domínio Português em Angola. A União Nacional para a Independência Total de Angola (UNITA) também iniciou operações de guerrilha pró-independência em 1966. Apesar da superioridade militar geral do Exército Português no teatro angolano, os movimentos guerrilheiros de independência nunca foram totalmente derrotados. No entanto, em 1972, após a Frente Leste, uma campanha militar de sucesso no leste de Angola, complementada por uma política pragmática de corações e mentes, o conflito militar em Angola foi efetivamente ganho para os portugueses.
De 1966 a 1970, o movimento de guerrilha pró-independência MPLA expandiu as suas operações de insurgência anteriormente limitadas para o leste de Angola. Esta vasta área rural ficava longe dos principais centros urbanos e perto de países estrangeiros onde os guerrilheiros puderam se abrigar. A UNITA, uma organização menor de guerrilha pró-independência estabelecida no Oriente, apoiou o MPLA. Até 1970, as forças guerrilheiras combinadas do MPLA e da UNITA na Frente Oriental conseguiram pressionar as Forças Armadas Portuguesas (FAP) na área até ao ponto em que os guerrilheiros pudessem atravessar o rio Cuanza e ameaçar o território do Bié, que incluía um importante centro urbano na cidade agrícola, comercial e industrial de Silva Porto. Em 1970, o movimento guerrilheiro decidiu reforçar a Frente Oriental realocando tropas e armamentos do norte para o leste.

#### Campanha na frente oriental
Em 1971, a FAP iniciou uma bem sucedida campanha militar de contrainsurgência que expulsou os três movimentos guerrilheiros que operavam no Oriente para além das fronteiras de Angola. Os últimos guerrilheiros perderam centenas de soldados e deixaram toneladas de equipamentos para trás, se separando caoticamente para os países vizinhos ou, em alguns casos, se juntando ou se entregando aos portugueses. A fim de ganhar a confiança das populações rurais locais e criar condições para o seu estabelecimento permanente e produtivo na região, as autoridades portuguesas organizaram campanhas maciças de vacinação, consultas médicas, abastecimento de água, saneamento e infra-estruturas alimentares como forma de melhor contribuir para o desenvolvimento económico e social do povo e dissociar a população da guerrilha e a sua influência. Em 31 de dezembro de 1972, o Plano de Desenvolvimento do Leste incluiu em sua primeira etapa 466 empreendimentos de desenvolvimento (150 foram concluídos e 316 foram construídos). Dezenove centros de saúde foram construídos e 26 estavam sendo construídos. 51 novas escolas estavam em operação e 82 estavam sendo construídas

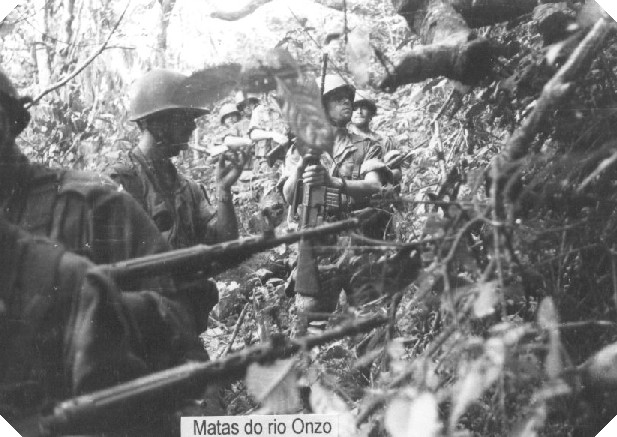
Guerra Colonial Portuguesa

No entanto, as autoridades portuguesas foram incapazes de derrotar a guerrilha como um todo durante a Guerra Colonial Portuguesa, particularmente na Guiné Portuguesa, e sofreram pesadas baixas nos 13 anos de conflito. Ao longo da guerra, Portugal enfrentou cada vez mais discordâncias, embargos de armas e outras sanções punitivas da maioria da comunidade internacional. A guerra tornou-se ainda mais impopular na sociedade portuguesa devido à sua duração e custos, ao agravamento das relações diplomáticas com outros membros das Nações Unidas e ao papel que desempenhou como factor de perpetuação do regime do Estado Novo. Foi essa escalada que levou diretamente ao motim dos membros da FAP na Revolução dos Cravos em abril de 1974 — um evento que levaria à independência de todas as antigas colónias portuguesas na África.

### Estado federado
Em junho de 1972, a Assembleia Nacional Portuguesa aprovou uma nova versão da sua Lei Orgânica dos Territórios Ultramarinos, a fim de conceder aos seus territórios ultramarinos africanos uma autonomia política mais ampla e atenuar a discordância crescente tanto a nível interno como externo. Mudou o status de Angola de uma província ultramarina para um "estado autónomo" com autoridade sobre alguns assuntos internos, enquanto Portugal deveria manter a responsabilidade pela defesa e relações exteriores. No entanto, a intenção não era de forma alguma garantir a independência angolana, mas sim "conquistar os corações e mentes" dos angolanos, convencendo-os a permanecer permanentemente como parte de um Portugal intercontinental. Renomeando Angola (como Moçambique) em 1972, o "Estado" fez parte de um esforço aparente para dar ao Império Português uma espécie de estrutura federal, conferindo algum grau de autonomia aos "estados". De fato, as mudanças estruturais e o aumento da autonomia foram extremamente limitados. O governo do "Estado de Angola" era o mesmo que o antigo governo provincial, exceto por algumas mudanças cosméticas no pessoal e nos títulos. Tal como em Portugal, o governo do "Estado de Angola" era inteiramente composto por pessoas alinhadas com o estabelecimento do regime do Estado Novo. Enquanto essas mudanças ocorriam, alguns núcleos de guerrilha permaneceram ativos dentro do território e continuaram a fazer campanha fora de Angola contra o domínio português. A ideia de fazer com que os movimentos de independência participassem da estrutura política da organização do território reformado era absolutamente impensável (de ambos os lados).

### Revolução e Independência dos Cravos
Em 25 de abril de 1974, o governo português do regime do Estado Novo, sob o comando de Marcello Caetano, o regime corporativista e autoritário estabelecido por António de Oliveira Salazar, que governava Portugal desde a década de 1930, foi derrubado na Revolução dos Cravos, uma revolta militar em Lisboa. Em maio daquele ano, a Junta de Salvação Nacional proclamou uma trégua com os guerrilheiros africanos pró-independência em um esforço para promover negociações de paz e independência. O golpe liderado pelos militares devolveu a democracia a Portugal, pondo fim à impopular Guerra Colonial, onde centenas de milhares de soldados portugueses haviam sido recrutados para o serviço militar e substituindo o regime autoritário do Estado Novo e sua polícia secreta, que reprimia liberdades civis elementares e liberdades políticas. Começou como uma classe profissional protesto dos capitães das Forças Armadas portuguesas contra o Decreto de 1973 de Dezembro. Lei n. o 353/73.
Estes acontecimentos provocaram um êxodo em massa de cidadãos portugueses, predominantemente brancos mas alguns mestiços ou negros, provenientes dos territórios africanos de Portugal, criando centenas de milhares de refugiados carenciados - os retornados. Angola tornou-se um estado soberano em 11 de novembro de 1975, de acordo com o Acordo do Alvor e o país recém-independente foi proclamado a República Popular de Angola.

## Governo

Bandeira proposta para a Angola Portuguesa

No século XX, a Angola portuguesa estava sujeita ao regime do Estado Novo. Em 1951, as autoridades portuguesas mudaram o estatuto do território de uma colónia para uma província ultramarina de Portugal. Legalmente, o território era tanto uma parte de Portugal como de Lisboa, mas como província ultramarina gozava de derrogações especiais para explicar a sua distância da Europa. A maioria dos membros do governo de Angola era de Portugal, mas alguns eram africanos. Quase todos os membros da burocracia eram de Portugal, pois a maioria dos africanos não possuía as qualificações necessárias para obter posições.
O governo de Angola, como era em Portugal, era altamente centralizado. O poder estava concentrado no poder executivo e todas as eleições em que ocorreram foram realizadas usando métodos indiretos. Desde o gabinete do primeiro-ministro em Lisboa, a autoridade estendeu-se aos postos mais remotos de Angola através de uma cadeia de comando rígida. A autoridade do governo de Angola era residual, principalmente limitada à implementação de políticas já decididas na Europa. Em 1967, a Angola também enviou vários delegados para a Assembleia Nacional em Lisboa.
O mais alto funcionário da província era o governador-geral, nomeado pelo gabinete português por recomendação do ministro do Ultramar. O governador-geral tinha autoridade executiva e legislativa. Um Conselho do Governo aconselhou o governador-geral no funcionamento da província. O gabinete funcional consistia em cinco secretários nomeados pelo Ministro do Exterior, a conselho do governador. Um Conselho Legislativo tinha poderes limitados e a sua principal atividade era aprovar o orçamento provincial. Finalmente, um Conselho Económico e Social teve de ser consultado sobre todos os projectos legislativos, e o governador-geral teve que justificar a sua decisão a Lisboa se ignorasse o seu conselho.
Em 1972, a Assembleia Nacional Portuguesa mudou o estatuto de Angola de uma província ultramarina para um “estado autónomo” com autoridade sobre alguns assuntos internos; Portugal deveria manter a responsabilidade pela defesa e pelas relações externas. Eleições foram realizadas em Angola para uma assembleia legislativa em 1973.

## Geografia
A Angola Portuguesa era um território que abrangia 1 246 700 km², uma área superior à da França e da Espanha juntas. Tinha 5 198 km de fronteiras terrestres e um litoral com 1 600 km. A sua geografia era diversa. Da planície costeira, variando em largura de 25 quilômetros no sul a 100-200 quilómetros no norte, a terra sobe em etapas em direção ao alto planalto do interior, cobrindo quase dois terços do país, com uma altitude média entre 1 200 e 1 600 metros. Os dois picos mais altos de Angola localizavam-se nestas terras altas centrais. Eles foram Montanha Moco (2 620 m) e Montanha Meco (2 538 m).

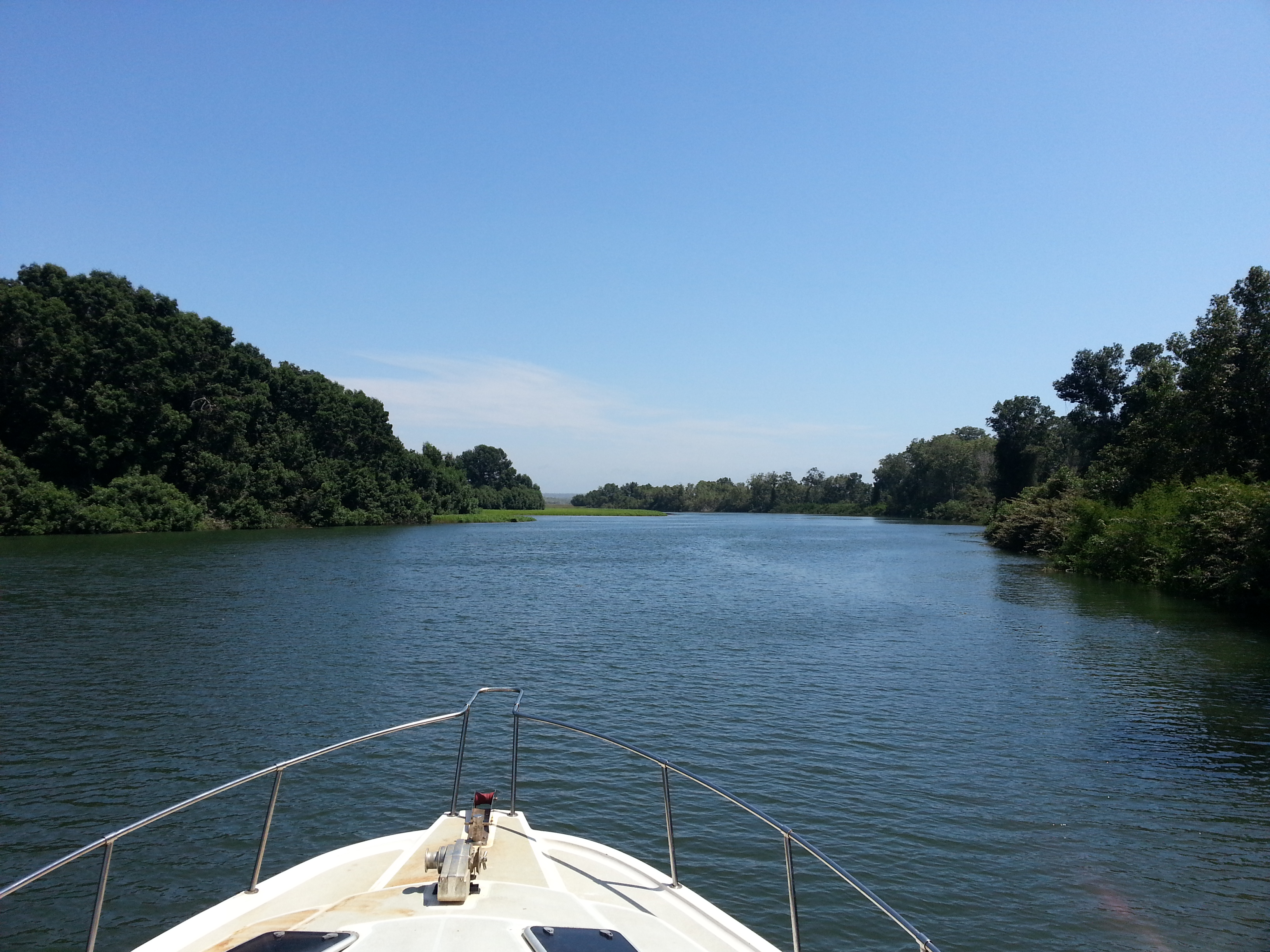
Rio Cuanza

A maioria dos rios de Angola cresceu nas montanhas centrais. Dos muitos rios que drenam para o Oceano Atlântico, o Cuanza e o Cunene foram os mais importantes. Outros rios importantes incluíam o rio Cuango, que drena o norte para o sistema do rio Congo, e os rios Cuando e Cubango, ambos drenados geralmente para sudoeste, até o Delta do rio Ocavango. À medida que a terra desce do planalto, muitas corredeiras e quedas de águas despenham nos rios. A Angola portuguesa não tinha lagos consideráveis, além daqueles formados por barragens e reservatórios construídos pela administração portuguesa.
As autoridades portuguesas estabeleceram vários parques nacionais e reservas naturais em todo o território: Bicauri, Cameia, Cangandala, Iona, Mupa, Namibe e Quissama. Iona era o maior e mais antigo parque nacional de Angola, foi proclamada como reserva em 1937 e adaptada para um parque nacional em 1964.
Angola era de fato um território que passou por um grande progresso depois de 1950. O governo português construiu barragens, estradas, escolas, etc. Houve também um boom económico que levou a um enorme aumento da população europeia. A população branca aumentou de 44 083 em 1940 para 172 529 em 1960. Com cerca de 1 000 imigrantes chegando a cada mês. Às vésperas do final do período colonial, os residentes de etnia europeia somavam 400 000 (1974) (excluindo soldados alistados e comissionados do continente) e a população de raça mista estava em torno de 100 000 (muitos eram migrantes cabo-verdianos trabalhando no território). A população total era de cerca de 5,9 milhões na época.
Luanda cresceu de uma cidade de 61 208 com 14.6% desses habitantes sendo brancos em 1940, para uma grande cidade cosmopolita de 475 328 em 1970 com 124 814 europeus (26.3%) e cerca de 50 000 habitantes mestiços. A maior parte das outras grandes cidades de Angola tinham em torno da mesma proporção de europeus na época, com exceção de Sá da Bandeira (Lubango), Moçâmedes e Porto Alexandre (Tômbua) no sul, onde a população branca era mais estabelecida. Todas essas cidades tinham maiorias europeias de 50% a 60%.
A capital do território era Luanda, oficialmente chamada São Paulo de Luanda. Outras cidades e vilas foram:
- Porto Amboim
- Vila Teixeira da Silva
- São Felipe de Benguela[49]
- Vila Robert Williams
- Duque de Bragança
- Vila General Machado
- Vila João de Almeida
- Vila Mariano Machado
- Nova Lisboa[50]
- Silva Porto
- Vila da Ponte
- Lobito[51]
- Sá da Bandeira[52]
- Vila Luso
- Malanje[53]
- Forte República
- São Salvador do Congo
- Serpa Pinto
- Moçâmedes[29]
- Vila Salazar
- Vila Pereira d'Eça
- Vila Henrique de Carvalho
- Santo António do Zaire
- Novo Redondo
- Porto Alexandre
- Carmona[54]

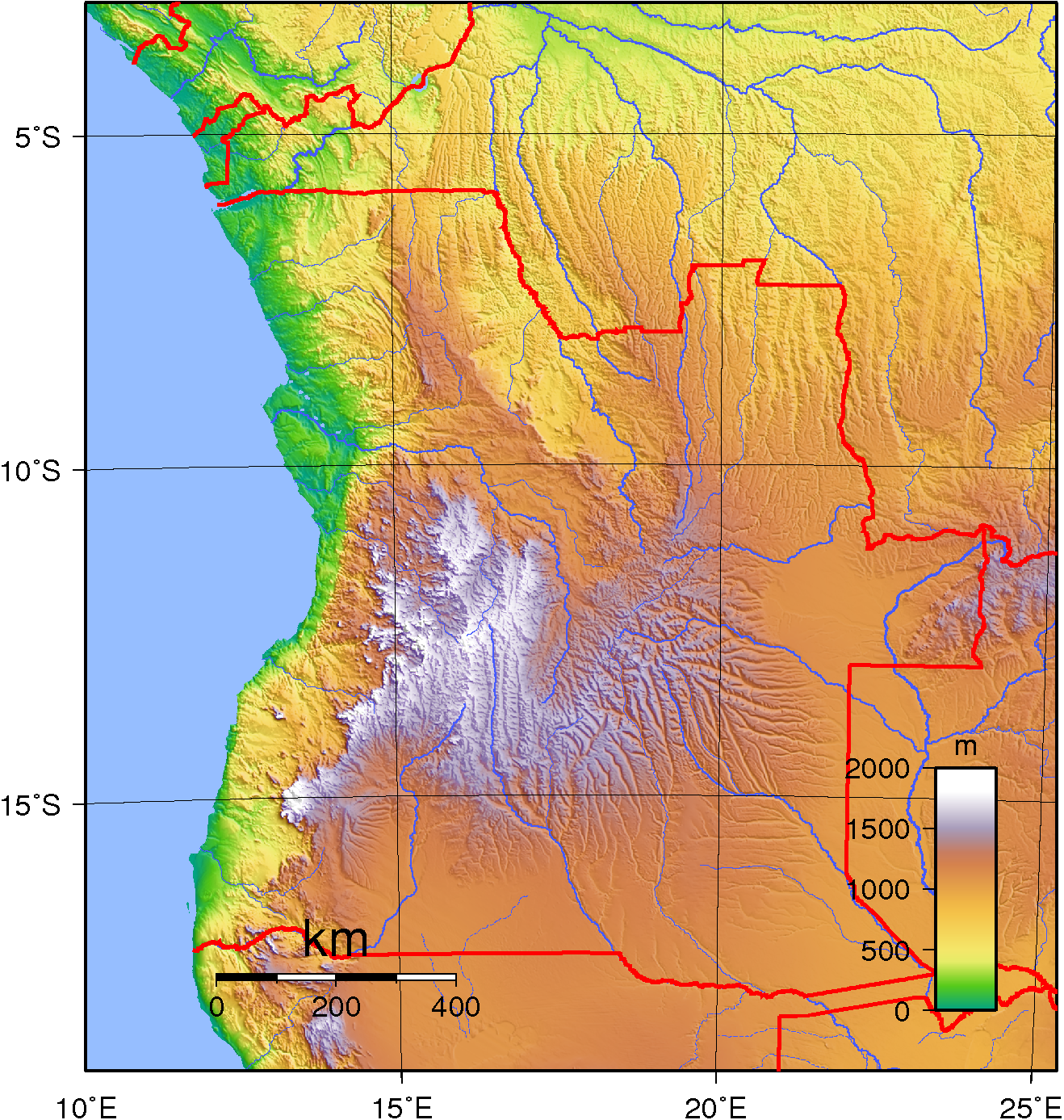
Mapa topográfico de Angola

O enclave de Cabinda ficava ao norte. O Congo Português (Cabinda) foi estabelecido um protetorado Português pelo tratado de 1885 de Simulambuco. Em algum momento durante a década de 1920, incorporou-se à colónia maior (mais tarde a província ultramarina) da Angola portuguesa. As duas colónias inicialmente eram contíguas, mas depois se tornaram geograficamente separadas por um estreito corredor de terra, que Portugal cedeu à Bélgica permitindo o acesso do Congo Belga ao Oceano Atlântico. Após a descolonização de Angola Portuguesa com o Acordo de Alvor de 1975, a curta República de Cabinda declarou unilateralmente a sua independência. No entanto, Cabinda foi logo dominada e re-anexada pela recém proclamada República Popular de Angola e nunca alcançou reconhecimento internacional.

## Economia
Os exploradores e colonos portugueses haviam fundado postos comerciais e fortes ao longo da costa da África desde o século XV e chegaram à costa angolana no XVI. O explorador português Paulo Dias de Novais fundou Luanda em 1575 como "São Paulo da Assunção de Luanda", e a região desenvolveu-se como um mercado de comércio de escravos com a ajuda dos povos locais Imbangala e Mbundu que eram notáveis caçadores de escravos. O comércio foi principalmente com a colónia portuguesa do Brasil no Novo Mundo. Os navios brasileiros foram os mais numerosos nos portos de Luanda e Benguela. A essa altura, Angola, uma colónia portuguesa, era na verdade mais uma colónia do Brasil, outra colónia portuguesa. Uma forte influência brasileira também foi exercida pelos jesuítas na religião e na educação.

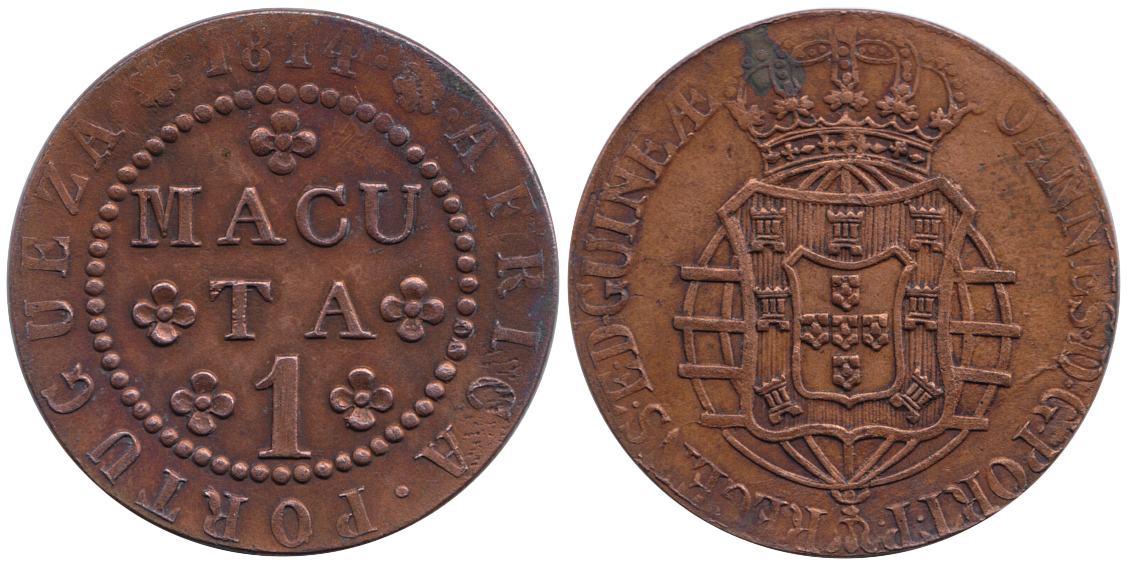
1 makuta moeda de cobre cunhada para Angola no Brasil em 1814.

A filosofia da guerra gradualmente deu lugar à filosofia do comércio. As grandes rotas comerciais e os acordos que as possibilitaram foram a força motriz das atividades entre as diferentes áreas; estados guerreiros tornam-se estados prontos para produzir e vender. No Planalto, ou altiplanos, os estados mais importantes eram os do Bié e do Bailundo, sendo este último conhecido pela produção de alimentos e borracha. A potência colonial, Portugal, tornando-se cada vez mais rica e poderosa, não toleraria o crescimento desses estados vizinhos e subjugá-los-ia um a um, permitindo a hegemonia portuguesa sobre grande parte da área. Durante o período da União Ibérica (1580-1640), Portugal perdeu influência e poder e fez novos inimigos. Os holandeses, um grande inimigo de Castela, ocuparam muitas possessões portuguesas no exterior, incluindo Luanda e grande parte do litoral: Benguela, Santo António do Zaire, e as barras do Bengo e do Cuanza. Os holandeses governaram Luanda de 1640 a 1648 como o forte Aardenburgh. Eles procuravam escravos negros para usar nas plantações de cana do Nordeste do Brasil (Pernambuco, Olinda e Recife), que também haviam conquistado em Portugal. João Maurício, príncipe de Nassau-Siegen, conquistou as possessões portuguesas de São Jorge da Mina, São Tomás e Luanda, na costa oeste da África. Após a dissolução da União Ibérica em 1640, Portugal restabeleceu sua autoridade sobre os territórios perdidos do Império Português.

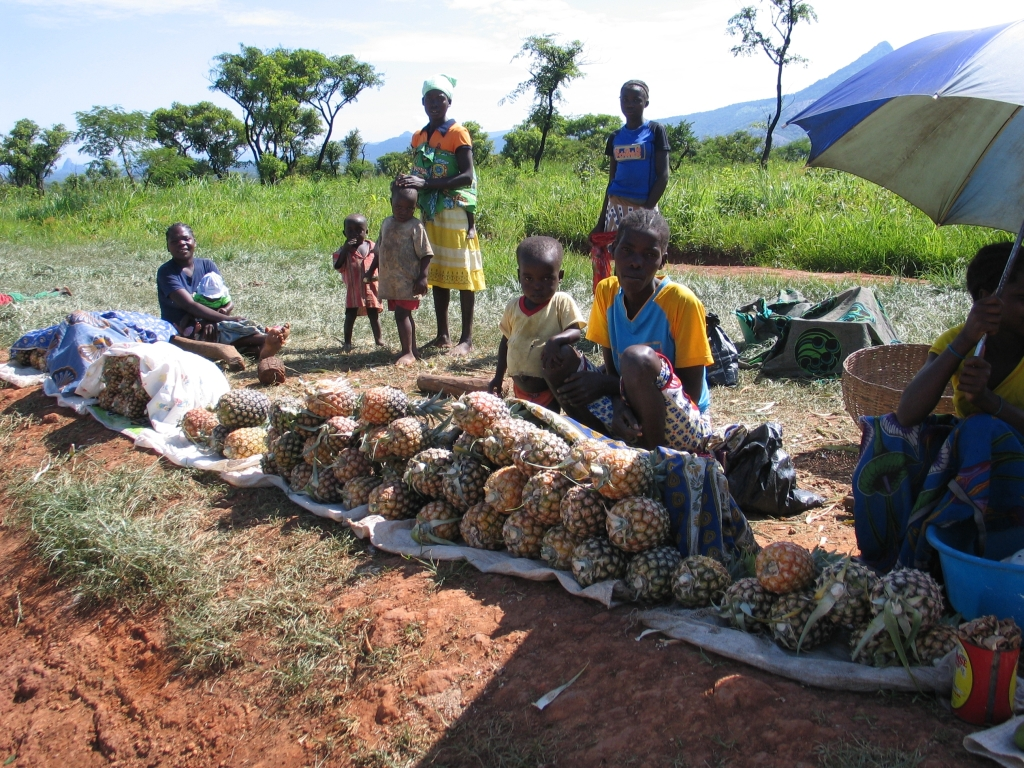
Vendedores de abacaxi

Os portugueses começaram a desenvolver municípios, postos de comércio, acampamentos madeireiros e pequenas fábricas de processamento. De 1764 em diante, houve uma mudança gradual de uma sociedade baseada em escravos para uma baseada na produção para consumo interno e exportação. O Brasil se tornou independente em 1822 e o tráfico de escravos foi abolido em 1836. Em 1844, os portos de Angola foram abertos para embarques estrangeiros legais. Em 1850, Luanda era uma das cidades mais desenvolvidas fora da Europa no Império Português : estava cheia de empresas comerciais, exportando (junto com Benguela) óleo de palma e amendoim, cera, copal, madeira, marfim, algodão, café e cacau. entre muitos outros produtos. O milho, o tabaco, a carne seca e a farinha de mandioca também começaram a ser produzidos localmente. A burguesia angolana nasceu. Da década de 1920 até a década de 1960, o forte crescimento económico, a abundância de recursos naturais e o desenvolvimento de infra-estrutura levaram à chegada de ainda mais colonos portugueses da metrópole.
A mineração de diamantes começou em 1912, quando as primeiras gemas foram descobertas no Nordeste por garimpeiros portugueses num riacho da região de Lunda. Em 1917, a Companhia de Diamantes de Angola (Diamang) concedeu a concessão para mineração de diamantes e prospecção na Angola portuguesa. A Diamang deteve direitos exclusivos de aquisição de minas e de mão-de-obra numa enorme concessão em Angola e utilizou este monopólio para se tornar o maior operador comercial da colónia e também o seu principal gerador de receitas. A sua riqueza foi gerada por trabalhadores africanos, muitos dos quais foram recrutados à força para trabalhar nas minas com os métodos agressivos de recrutamento de empresas estatais da Lunda (ver também chivalo/ shibalo). O trabalho foi feito com pás na década de 1970, e em 1947, a empresa não via benefícios em mecanizar as suas operações, porque a mão-de-obra local era muito barata. Mesmo os trabalhadores contratados voluntariamente, ou contratados, foram explorados e tiveram que construir as suas próprias moradias e, com frequência, roubaram os seus salários. No entanto a Diamang, que estava isenta de impostos, cresceu afluente na década de 1930 e também percebeu que em uma área remota como Lunda, a oferta de trabalhadores não era inesgotável e por isso os trabalhadores foram tratados melhor do que em algumas outras minas ou em plantações de açúcar.
Em geral, os trabalhadores africanos realizavam trabalhos brutais em condições precárias, pagando muito pouco, e frequentemente os enganavam. O sociólogo americano Edward Ross visitou a Angola rural em 1924 em nome da Comissão Temporária da Escravidão da Liga das Nações e escreveu um relatório contundente descrevendo o sistema trabalhista como "servidão virtualmente estatal", que não permitia que os africanos tivessem tempo para produzir os seus alimentos. Além disso, quando os seus salários foram desviados, eles não tinham acesso ao sistema judicial colonial.
Desde meados da década de 1950 até 1974, o minério de ferro foi extraído nas províncias de Malanje, Bié, Huambo e Huíla, e a produção atingiu uma média de 5,7 milhões de toneladas por ano entre 1970 e 1974. A maior parte do minério de ferro foi embarcada para o Japão, a Alemanha Ocidental e o Reino Unido, e faturou quase US $ 50 milhões por ano em receita de exportação. Durante o período de 1966 a 1967, um importante terminal de minério de ferro foi construído pelos portugueses na reentrância do Saco, no Sacomar, na baía do Namibe, apenas 12 km a norte de Moçâmedes. O cliente era a Companhia Mineira do Lobito, a Mineradora do Lobito, que desenvolveu uma mina de minério de ferro no interior de Cassinga. A construção das instalações da mina e um troço de 300 km de ferrovia foi encomendada à Krupp da Alemanha e um moderno terminal portuário à SETH, uma empresa portuguesa de propriedade da Højgaard & Schultz da Dinamarca. A pequena vila piscatória de Moçâmedes recebeu trabalhadores da construção civil, engenheiros estrangeiros e suas famílias durante dois anos. O Terminal de Minério foi concluído no prazo de um ano e o primeiro transportador de minério de 250 000 toneladas foi ancorado e carregado com minério em 1967. Os portugueses descobriram o petróleo em Angola em 1955. A produção começou na bacia do Cuanza nos anos 50, na bacia do Congo nos anos 60 e no enclave de Cabinda em 1968. Em 1955 o governo português concedeu direitos de exploração do Bloco Zero à Cabinda Gulf Oil Company, uma subsidiária da Chevron Texaco. A produção de petróleo superou a exportação de café como a maior exportação de Angola em 1973.

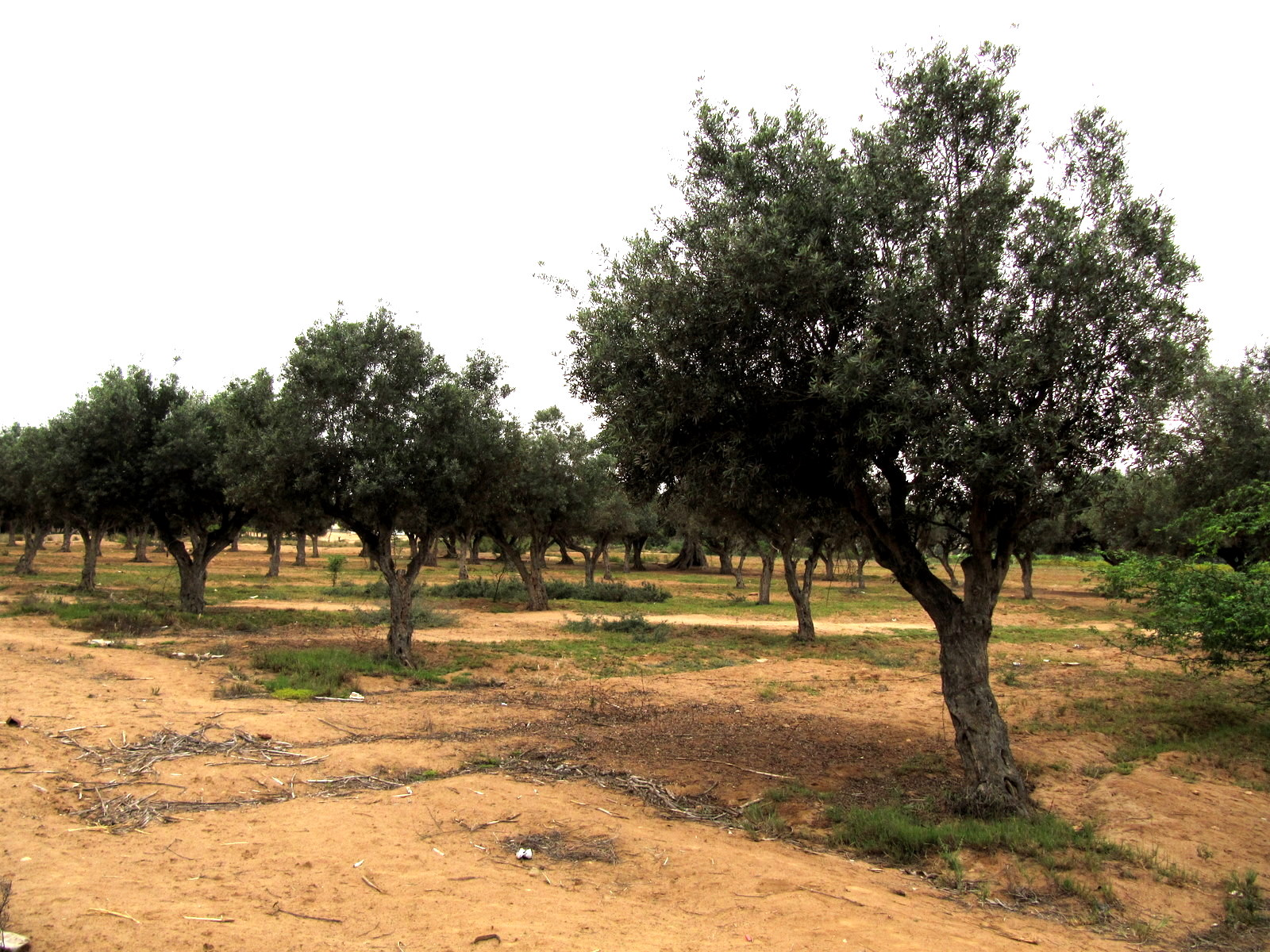
Oliveiras na província do Namibe, Angola

No início da década de 1970, foram produzidas várias culturas e gado em Angola. No norte foram cultivados a mandioca, o café e o algodão; nas terras altas centrais, era cultivado o milho; e no sul, onde a precipitação é menor, a pecuária foi predominante. Além disso, havia grandes plantações administradas por portugueses que produziam óleo de palma, cana-de-açúcar, banana e sisal. Estas culturas foram cultivadas por agricultores comerciais, principalmente portugueses, e por camponeses, que venderam parte do seu excedente a comerciantes locais portugueses em troca de suprimentos. Contudo, os agricultores comerciais dominavam a comercialização destas culturas e beneficiaram de um apoio substancial do governo português da província ultramarina, sob a forma de assistência técnica, instalações de irrigação e crédito financeiro. Eles produziram a grande maioria das culturas que foram comercializadas nos centros urbanos de Angola ou exportadas para vários países.
A pesca na Angola Portuguesa era uma indústria importante e crescente. No início dos anos 70, havia cerca de 700 barcos de pesca e a captura anual era de mais de 300 000 toneladas. Incluindo a captura de frotas de pesca estrangeiras nas águas angolanas, a captura anual combinada foi estimada em mais de 1 milhão de toneladas. O território português de Angola era um exportador líquido de produtos pesqueiros, e os portos de Moçâmedes, Luanda e Benguela estavam entre os portos de pesca mais importantes da região.

## Educação
O acesso não-urbano do africano negro às oportunidades educacionais era muito limitado durante a maior parte do período colonial, a maioria nem sequer sabia falar português e não tinha conhecimento da cultura e história portuguesas. Até à década de 1950, as instalações educacionais administradas pelo governo colonial português eram restritas às áreas urbanas. A responsabilidade de educar os africanos rurais foi encomendada pelas autoridades para várias missões católicas e protestantes, baseadas em todo o vasto campo, que ensinavam os negros africanos na língua e cultura portuguesas. Como consequência, cada uma das missões estabeleceu seu próprio sistema escolar, embora todas estivessem sujeitas ao controle final e apoio dos portugueses.
Em Portugal continental, a pátria das autoridades coloniais que governaram no território a partir do século XVI até 1975, no final do século XIX as taxas de analfabetismo estavam acima de 80% e a educação superior era reservada para uma pequena porcentagem da população. 68,1 por cento da população de Portugal continental ainda era classificada como analfabeta pelo censo de 1930. A taxa de alfabetização de Portugal na década de 1940 e início da década de 1950 era baixa para os padrões da América do Norte e Europa Ocidental na época. Somente na década de 1960 o país disponibilizou a educação pública para todas as crianças com idades entre seis e doze anos, e os territórios ultramarinos se beneficiaram desses novos desenvolvimentos educacionais e da mudança de política em Lisboa.
A partir do início da década de 1950, o acesso à educação básica, secundária e técnica foi ampliado e sua disponibilidade foi sendo cada vez mais aberta tanto para os indígenas africanos quanto para os portugueses étnicos dos territórios. A educação além do nível primário tornou-se disponível para um número crescente de negros africanos desde os anos 1950, e a proporção da faixa etária que ingressou no ensino médio no início dos anos 1970 foi um registro recorde de todos os tempos. A freqüência à escola primária também estava crescendo substancialmente. Em geral, a qualidade do ensino no nível primário era aceitável, mesmo com a instrução realizada em grande parte por negros africanos que às vezes tinham qualificações abaixo do padrão. A maioria dos professores do ensino secundário era etnicamente portugueses, especialmente nos centros urbanos.
Duas instituições estatais universitárias foram fundadas na África portuguesa em 1962 pelo Ministério das Províncias Ultramarinas de Portugal, chefiado por Adriano Moreira — os Estudos Gerais Universitários de Angola em Angola e os Estudos Gerais Universitários de Moçambique em Moçambique — premiando uma vasta gama de graus de engenharia para medicina. Nos anos 60, o continente português tinha quatro universidades públicas, duas delas em Lisboa (o que compara com as 14 universidades públicas portuguesas de hoje). Em 1968, os Estudos Gerais Universitários de Angola foram renomeados Universidade de Luanda.

## Desportos

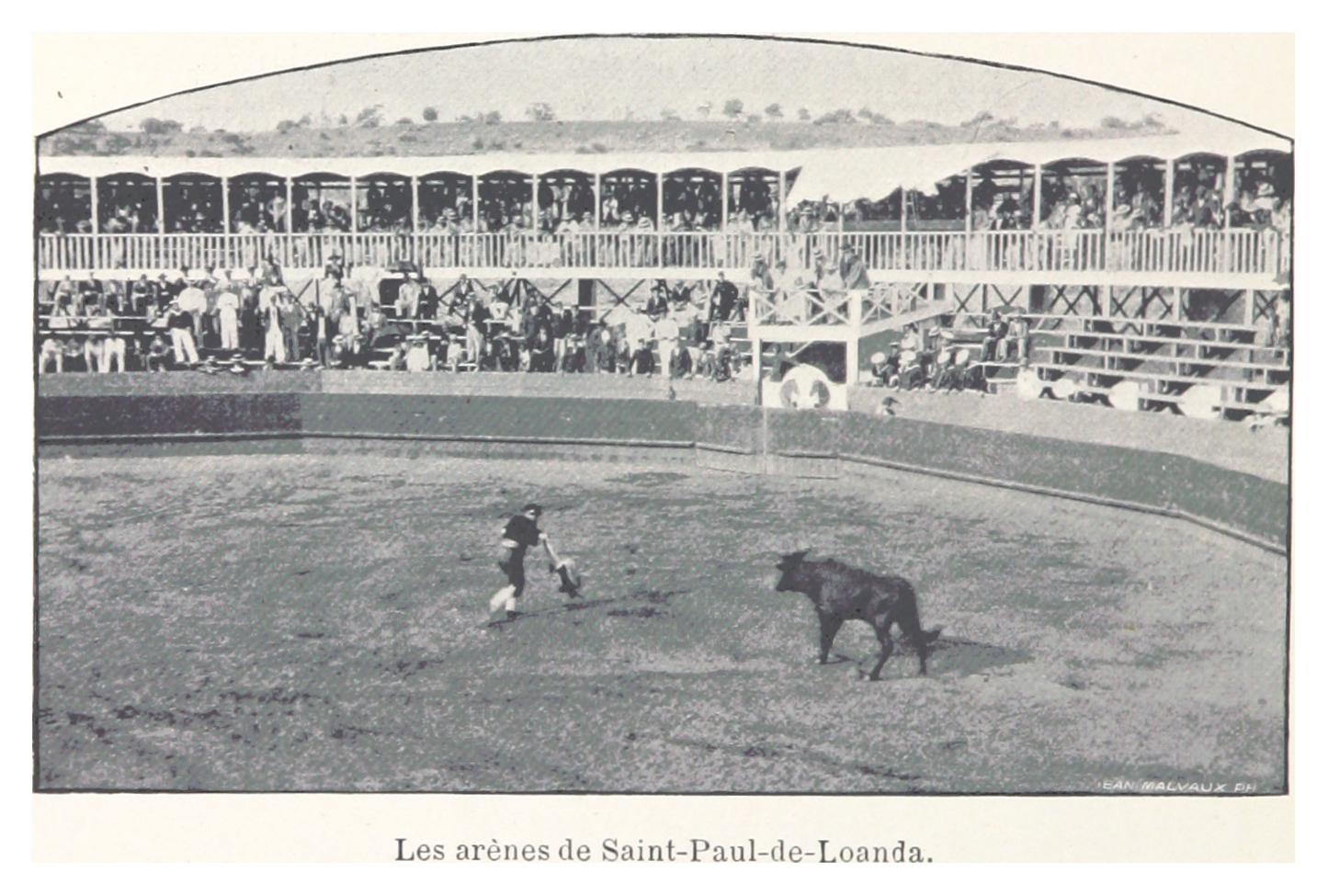
Tourada em Luanda, 1899

A partir da década de 1940, a expansão e modernização da cidade e dos territórios incluíram a construção de várias instalações desportivas para futebol, hóquei em patins, basquetebol, voleibol, andebol, atletismo, ginástica e natação. Vários clubes desportivos foram fundados em todo o território, entre eles algumas das maiores e mais antigas organizações desportivas de Angola. Vários desportistas, em especial os jogadores de futebol, que alcançaram grande notoriedade nos desportos portugueses eram de Angola. José Águas, Rui Jordão e Jacinto João foram exemplos disso e destacaram-se na selecção nacional de futebol de Portugal. Desde a década de 1960, com os mais recentes desenvolvimentos na aviação comercial, as equipas de futebol mais bem classificadas de Angola e de outras províncias africanas ultramarinas de Portugal começaram a competir na Taça de Portugal. Outras instalações e organizações para a natação, desportos náuticos, ténis e caça selvagem se espalharam. A partir dos anos 50, o automobilismo foi introduzido em Angola. Corridas desportivas foram organizadas em cidades como Nova Lisboa, Benguela, Sá da Bandeira e Moçâmedes. A corrida internacional de carros desportivos 6 Horas de Nova Lisboa tornou-se conhecida internacionalmente.

## Pessoas famosas

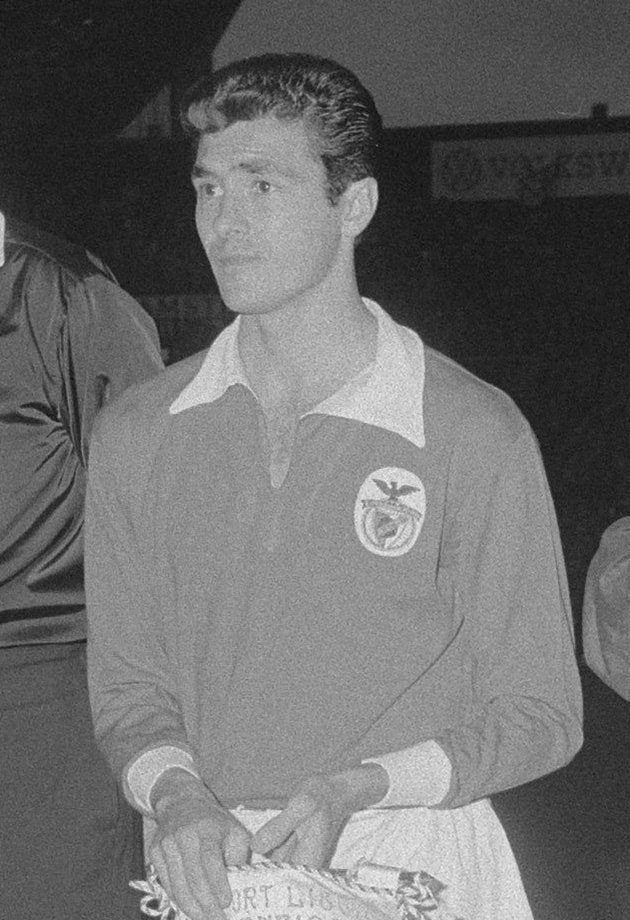
José Águas nasceu em Luanda em 1930

| - António da Silva Porto - Anthony Johnson - Agostinho Neto - Assunção Cristas - Bonga - Carlos Castro - Carlos Cruz - Daniel Chipenda - Eduardo Nascimento - Fernando Nobre - Fernando José de França Dias Van-Dúnem - Fernando Peyroteo - Francisca Van Dunem - Henrique Galvão - Holden Roberto - Horácio Roque - Isabel dos Santos - Jacinto João - Joana Amaral Dias - João Carqueijeiro - Jonas Savimbi - Rui Jordão | - José Águas - José Eduardo Agualusa - José Eduardo dos Santos - José Norton de Matos - José Quitongo - Mário Pinto de Andrade - Marcolino Moco - Miguel Arcanjo - Miguel Relvas - Mwene Mbandu I Lyondthzi Kapova of Mbunda - Zinga do Dongo e Matamba - Paula Teixeira da Cruz - Paulo Maló - Paulo Kassoma - Pedro Passos Coelho - Pepetela - Raul Águas - Viriato da Cruz - Waldemar Bastos - Zeca Afonso |